# Торпедна алея
Торпедна алея (англ. Torpedo Alley) — умовна назва регіону біля Північної Кароліни, який є одним із кладовищ Атлантичного океану, названий так через велику кількість атак німецьких та італійських підводних човнів на кораблі союзників під час Другої світової війни в ході битви за Атлантику. Майже 400 кораблів потопили, здебільшого під час Другого щасливого часу в 1942 році, і понад 5000 людей загинуло, багато з яких були цивільними та моряками торговельних флотів різних країн. Торпедна алея охоплювала територію, що оточує Зовнішні мілини, включаючи мис Лукаут і мис Гаттерас.